# Yeste (Albacete)
Yeste község Spanyolországban, Albacete tartományban. Lakosainak száma 2509 fő (2024).

## Földrajza
Yeste Vianos, Riópar, Molinicos, Elche de la Sierra, Letur, Nerpio, Santiago-Pontones, Segura de la Sierra és Siles községekkel határos.

## Népesség
A település lakosságának változását az alábbi diagram mutatja:
| Lakosok száma | 4157 | 3667 | 3519 | 3397 | 3268 | 2964 | 2818 | 2657 | 2567 | 2509 |
|               | 2001 | 2004 | 2006 | 2009 | 2011 | 2014 | 2016 | 2019 | 2021 | 2024 |